# Tangahnsee
Der Tangahnsee ist ein See südwestlich von Woldzegarten, einem Ortsteil von Leizen im Landkreis Mecklenburgische Seenplatte in Mecklenburg-Vorpommern. Das 25,8 Hektar große Gewässer liegt zwischen dem Plauer See und der Müritz im Osten der Mecklenburgischen Seenplatte. Die maximale Ausdehnung der 73 m ü. NHN befindlichen Wasseroberfläche beträgt 640 Meter mal 520 Meter. Das Gewässer ist an allen Seiten von einem Streifen aus Laubbäumen umgeben, eine kleinere Waldfläche schließt sich südwestlich an den See an. Am Nordufer befindet sich eine Badestelle.
Es existieren Zuflüsse aus den umliegenden Wiesen und Waldstücken sowie eine abfließende Verbindung zum Kleinen und anschließend Großen Kreßinsee, der über den Kellerbach weiter in Richtung Müritz entwässert.

## Nachweise
1. ↑  Geodatenviewer des Amtes für Geoinformation, Vermessungs- und Katasterwesen Mecklenburg-Vorpommern (Hinweise)